# ساحة عقبة بن نافع
ساحة عقبة بن نافع هي فلكة مرورية في المحلّة 903، في حي الرياض في ناحية الكرادة الشرقية بوسط بغداد، عاصمة العراق، يتقاطع عندها شارع خالد بن الوليد، (الكرادة خارج) من الشرق إلى الغرب، وشارع 42 وشارع معسكر الرشيد، من الشمال إلى الجنوب.

## حوادث
كان في ساحة عقبة مكتب جريدة الثورة العراقية في عهد الرئيس الأسبق صدام حسين، حيث غادرها موظفوها في يوم 8 نيسان سنة 2003 بعد أن احتلّ الجيش الأمريكي معسكر الرشيد الذي بينه وبين الساحة كيلومتران. وفي 29 تموز سنة 2007 فُجّرت سيارة مفخخة في ساحة عقبة بن نافع، فتوفيَ هنالك خمسة وجُرحَ عشرون. وفي 14 أيار سنة 2019 وقعَ تفجير في محل لبيع الخمور في ساحة عقبة، ولم ينتج عنه وفيات ولا جرحى،